# Louise Bombardier
 (novembre 2020).
Louise Bombardier est une actrice et écrivaine québécoise née le 11 juillet 1953 à Sherbrooke.

## Biographie
Elle fait des études en Lettres puis en théâtre dans l’option théâtre du Cégep de Saint-Hyacinthe. Elle fait partie de la promotion de 1973. C’est donc au cours de ses études, en 1969, qu’elle fait ses débuts comme comédienne. En 1976, elle fait ses débuts comme dramaturge en participant à la création de la pièce Chu pour rien, chu contre toute, une création collective où elle travaille avec Marthe Boisvert, Jacques Couture, André Saint-Pierre et Marc Thibault. Cette pièce est montée au Théâtre du Sang Neuf.
Elle collabore tout au long de sa carrière avec plusieurs compagnies de théâtre québécoises, dont le Théâtre Petit à Petit, le Gyroscope, le Théâtre des Confettis, le Théâtre d’Aujourd’hui, le Théâtre de l’Œil, le Théâtre de la Nouvelle Lune,  le Théâtre Urbi et Orbi, le Théâtre Le Clou, etc.
Ses pièces Hippopotamie (1988-1991), Conte de Jeanne Marc, chevalière de la tour (1993), Le champ (1996) et Ma mère chien (2003-2005) ont été traduites et jouées en anglais dans le Canada anglophone. Ses pièces Le champ (1996) et Pension Vaudou (2000) ont été traduites en espagnol et jouées au Mexique. Sa pièce L’enfant (1993) a été créée à la scène des Théâtre Folle Pensée et Théâtre de la Passerelle à Saint-Brieuc, en France.
Louise Bombardier fait aussi partie de la Ligue Nationale d’improvisation en 1981 au sein de l’équipe des noirs.
En plus d’écrire pour la scène, elle rédige pour la radio, la télévision et le cinéma.

## Regard sur l'œuvre
Cette section ne s'appuie pas, ou pas assez, sur des sources secondaires ou tertiaires indépendantes du sujet. Le texte peut contenir des analyses inexactes ou inédites de sources primaires.
Pour l'améliorer, ajoutez-en, ou placez des modèles {{Source secondaire souhaitée}} ou {{Source secondaire nécessaire}} sur les passages mal sourcés. (février 2023)
Louise Bombardier a écrit autour de trente titres incluant des pièces de théâtre, des romans et des nouvelles.
Louise Bombardier a travaillé en collaboration avec les metteurs en scène René Richard Cyr, Claude Poissant et Brigitte Haentjens qui ont monté quelques-unes de ses pièces. De plus, Wajdi Mouwad met en scène sa pièce Ma mère chien. Louise Bombardier aussi a participé à plusieurs projets avec le scénariste et comédien québécois François Létourneau dont les séries télévisées Les Invincibles où elle tient le rôle de Gisèle et Série Noire où elle tient le rôle de Louise.

### Prix et distinctions
Cette section ne s'appuie pas, ou pas assez, sur des sources secondaires ou tertiaires indépendantes du sujet. Le texte peut contenir des analyses inexactes ou inédites de sources primaires.
Pour l'améliorer, ajoutez-en, ou placez des modèles {{Source secondaire souhaitée}} ou {{Source secondaire nécessaire}} sur les passages mal sourcés. (février 2023)
Louise Bombardier a reçu plusieurs nominations pour ses interprétations au théâtre et à la télévision. D’abord, en 1996, lors de la Soirée des Masques, elle reçoit une nomination pour le prix Masque dans la catégorie interprétation féminine rôle de soutien pour son rôle dans Tout va pour le mieux.
Deux ans plus tard, toujours lors de la Soirées des Masques, elle est nommée dans la catégorie interprétation féminine pour son rôle dans La Salle des loisirs.
Lors de la saison de théâtre 2005-2006, Louise Bombardier, avec sa pièce Ma mère chien, s’est retrouvée parmi les trois finalistes (aux côtés d’Olivier Choinière et de Wajdi Mouawad) en lice pour le Prix auteur dramatique Banque Laurentienne. Ce prix est décerné à l’auteur coup de cœur du Théâtre d’Aujourd’hui.
En 2006, Louise Bombardier est nommée pour le prix Gémeaux dans la catégorie interprétation féminine de soutien pour son rôle de Gisèle dans la série télévisée Les Invincibles.
Pour son interprétation de Louise dans Série Noire, elle reçoit, en 2014, le Gémeaux pour la meilleure interprétation féminine dans un rôle de soutien.

## Les autres facettes

### Créations collectives
Cette section ne s'appuie pas, ou pas assez, sur des sources secondaires ou tertiaires indépendantes du sujet. Le texte peut contenir des analyses inexactes ou inédites de sources primaires.
Pour l'améliorer, ajoutez-en, ou placez des modèles {{Source secondaire souhaitée}} ou {{Source secondaire nécessaire}} sur les passages mal sourcés. (février 2023)
Des années 1970 aux années 1990, Louise Bombardier participe à l’écriture de quatre œuvres collectives : Chu pour rien, chu contre toute, Bain public, Sortie de secours et Contes urbains.
Chu pour rien, chu contre toute, qui vise un public adolescent, est le résultat d'une collaboration créée en 1976 au Théâtre du Sang Neuf ; cette pièce expose certains enjeux des adolescents en abordant des sujets comme la famille, l’école et la sexualité.
Les auteurs Louise Bombardier, Marie-France Bruyère, François Camirand, Normand Canac-Marquis, René Richard Cyr, Jasmine Dubé, Louis-Dominique Lavigne, David Lonergan et Claude Poissant ont coécrit une pièce, Sortie de secours, traitant du sujet adolescent, mais s’adressant à un public adulte. Celle-ci a été créée le 3 octobre 1984 au Théâtre Petit à Petit.  
La pièce Bain public, visant aussi un public d’âge adolescent, a aussi été créée au Théâtre Petit à Petit le 20 février 1986. Cette œuvre présente un ensemble de sketches servant à parodier l’actualité sociale de l’époque.
La dernière œuvre collective à laquelle Louise Bombardier a participé est l’ensemble de courts textes narratifs : Contes urbains. Elle et dix de ses collègues  ont été invités à écrire des contes sous le thème de Noël et de l’urbanité.

### Théâtre jeunesse
Cette section ne s'appuie pas, ou pas assez, sur des sources secondaires ou tertiaires indépendantes du sujet. Le texte peut contenir des analyses inexactes ou inédites de sources primaires.
Pour l'améliorer, ajoutez-en, ou placez des modèles {{Source secondaire souhaitée}} ou {{Source secondaire nécessaire}} sur les passages mal sourcés. (février 2023)
Louise Bombardier a écrit plusieurs pièces destinées aux enfants tout au long de sa carrière. Sa première, Le cas rare de Carat, a été créée en 1979. Cette pièce, mettant en scène une famille de rats, est destinée à un public de 6 ans et plus. Trois ans plus tard, en 1981, Bombardier crée sa seconde pièce de théâtre jeunesse : Dis-moi doux. Cette pièce à l’écriture poétique met en scène des personnages aux noms peu communs tels que Motus, Mimosa, papamaman et Momot.  
C’est en 1991 que Louise Bombardier monte, au Théâtre des Confettis, une de ses pièces de théâtre jeunesse à succès : Hippopotamie. Celle-ci a été traduite en anglais (Hippopotamus Tea) par Linda Gaboriau et a été jouée au Théâtre Direct de Toronto. Cette pièce s’inspire d’un auteur américain se nommant Shel Silverstein. Cette pièce a fait partie des tournées françaises des Confettis (1993 et 1994).
Deux ans plus tard, toujours au Théâtre des Confettis, Louise Bombardier présente sans troisième pièce jeunesse : Conte de Jeanne Marc, chevalière de la tour. Ce texte présente une enfant dont les parents sont absents. Elle se sert alors de son imagination pour se divertir. La pièce a été traduite en anglais (par Shelley Tepperman) et The Tale of Joan Avark Knight of the Tower a été présentée en mai 1994 au Théâtre des Confettis de Calgary.
En 1996, Bombardier présente aux Théâtre le Gros Mécano et au théâtre Les Coups de théâtre sa pièce Le champ. La pièce a été traduite en anglais par Linda Gaboriau en 1997 (The Field) et en espagnol par Boris Shoemann en 2003 (Un campo).
En 2002, elle écrit la pièce Contes-gouttes aussi présentée au Théâtre des Confettis.
C’est en 2005 que Louise Bombardier écrit sa dernière pièce de théâtre jeunesse qui s’intitule La cité des Loups.
Dans son théâtre jeunesse, tout comme dans son théâtre pour adulte, on peut constater une récurrence de certains thèmes, dont ceux de la famille et de la solitude.

### Micro ouvert de Louise Bombardier sur le vieillissement des actrices
Le 23 septembre 2016, Louise Bombardier est invitée à l’émission Plus on est de fous, plus on lit!  Elle y dénonce le théâtre et le cinéma québécois qui, selon elle, ne laisse aucune place sur scène ou à l’écran aux femmes qui vieillissent. Elle critique le fait que les actrices meurent souvent tragiquement pour ainsi laisser leur place à l’écran ou sur les planches de théâtre à des femmes plus jeunes. Elle s’offusque devant le fait qu’à 63 ans, elle n’ait plus la chance de jouer ou, lorsque c’est le cas, son personnage meurt dans les débuts de l’histoire.   
« Soit je meurs, je ne joue pas et ne gagne pas ma vie.» Louise Bombardier, Plus on est de fous, plus on lit!, 2016

## Liste des œuvres

### Roman
- Quand j'étais chien, Louise Bombarder et Katty Maurey, éditions La courte échelle

### Nouvelle
- Flambant noir, Lanctôt éditeur (2005)

### Théâtre
- 1976 : Chu pour rien, chu contre toute
- 1979 : Le cas rare de Carat
- 1981 : Dis-moi doux
- 1983 : Claudette Fréchette, secrétaire rythmique
- 1984 : Sortie de secours
- 1985-1986 : Bain public
- 1988-1991 : Hippopotamie
- 1989-1990 : Manuscrit de la mère morte
- 1989-1996 : Fanny Geste
- 1991 : Château-geste (monologue)
- 1991 : Folire, le garçon d'ascenseur
- 1992 : Le cygne
- 1992 : Tania Feber
- 1993 : Conte de Jeanne-Marc, chevalière de la tour
- 1993 : L'enfant
- 1994 : Noël en juillet
- 1994-1995 : Contes urbains 1994 - 1995
- 1996 : Noëlle en juillet
- 1996 : L'affaire Fanny Geste
- 1996 : Le champ
- 1998 : Gunther et Angie
- 1998 : La femme-cheval
- 1998 : L'enfant fou ou L'enfant (13 ans plus tard)
- 2000 : Pension Vaudou
- 2002 : Contes-gouttes
- 2003-2005 : Ma mère chien
- 2004 : Je crois que c'est arrivé
- 2005 : La cité des loups
- 2005 :  La trilogie de l'enfant
- 2007 : Petits fantômes mélancoliques, illustrations de Gérard DuBois

## Théâtre
- 1986 : Bain public
- 1987 : La nuit des p'tits couteaux
- 1990 : Billy Strauss
- 1990 : Je suis à toi
- 1989-1990 : Les amis
- 1991 : Loin dans les rues
- 1991 : L’opéra de quat’sous
- 1990-1992 : Le voyage magnifique d'Emily Car
- 1993 : Aux hommes de bonne volonté
- 1993 : Cuisines et dépendances
- 1994 : Wally's café S
- 1994 : Tout va pour le mieux
- 1995 : Poor super man
- 1995 : Les années
- 1995 : Noelle en juillet
- 1997-1998 : La salle des loisirs
- 1998 : Silences en coulisses
- 1999 : Pour adultes seulement
- 2000 : Noel de force
- 2000 : Le petit hochel
- 2003 : La nature même du continent
- 2003 : Le cours des choses
- 2004 : Lousiane nord F.
- 2005 : Les reines
- 2009 : Petits fantômes mélancoliques
- 2009 : Tout est encore possible
- 2011 : La cage aux folles

## Filmographie

### Cinéma
- 1993 : Louis 19, le roi des ondes
- 1999 : La vie après l’amour
- 2003 : La lune viendra d’elle-même
- 2010 : Cabotins de Alain DesRochers : Micheline Malo
- 2011 : Gerry
- 2011 : Les fils prodigues
- 2013 : Exit
- 2014 : Love Projet de Carole Laure : Mona
- 2015 : L’odeur après la pluie (court-métrage)
- 2016 : Votez Bougon
- 2017 : Fauve (court-métrage)
- 2017 : Pile ou face (court-métrage)
- 2017 : Gold (court-métrage)
- 2018 : Kanata

### Télévision
- 1993-1998 : Avec un grand A
- 1995 : 4 et demi
- 1999 : La vie La vie
- 2001 : Histoires de filles
- 2001 : Le bunker
- 2001-2002 : Catherine
- 2001-2002 : Un gars, une fille
- 2003-2006 : Les poupées russes
- 2003-2005 : Les Bougon
- 2004 : Grande ourse
- 2004-2005 : Trois fois rien
- 2005-2009 : Les Invincibles
- 2007-2009 : Bob Gratton:Ma Vie,My Life
- 2005 : Virginie
- 2009 : Destinée
- 2011 : Toute la vérité
- 2012 : Tu m’aimes-tu?
- 2012 : Et si?
- 2014-2016 : Série Noire
- 2015 : Les appendices
- 2015 : 30 vies
- 2016 : Like-moi
- 2017 : L’écrivain public

### Série web
- 2019 : Teodore pas de H